# Locketiella merretti
Locketiella merretti är en spindelart som beskrevs av Alfred Frank Millidge 1995. Locketiella merretti ingår i släktet Locketiella och familjen täckvävarspindlar. Inga underarter finns listade i Catalogue of Life.